# Izabela Maria Lubomirska
La principessa Izabela Maria Lubomirska (Przeworsk, 1º marzo 1808 – 18 marzo 1890) è stata una nobildonna polacca.

## Biografia
Izabela Maria era la figlia del principe Henryk Lubomirski, e di sua moglie, la principessa Teresa Czartoryska. Attraverso suo padre, era una pronipote del principe Stanisław Lubomirski, e da sua madre era una nipote del principe Józef Klemens Czartoryski.

## Matrimonio
Sposò, il 6 luglio 1829 a Przeworsk, il principe Władysław Hieronim Sanguszko (20 settembre 1803-15 aprile 1870), figlio di Eustachy Erazm Sanguszko. Ebbero cinque figli:
- Jadwiga Klementyna (1830-1918), sposò il principe Adam Stanisław Sapieha;
- Roman Damian (1832-1917). sposò la contessa Karolina von Thun und Hohenstein;
- Paweł Roman (1834-1876), sposò in prime nozze la contessa Maria von der Borch-Warkland, e in seconde nozze la contessa Georgina Apponyi de Nagy-Appony;
- Helena (1836-1891);
- Eustachy Stanisław (1842-1903), sposò la contessa Konstancja Anna Zamoyska

## Morte
Izabela Maria morì il 18 marzo 1890. Fu sepolta nella cappella dei principi Sanguszko nel vecchio cimitero di Tarnów.
È l'antenata della regina Matilde del Belgio, la moglie di Filippo I.